# Hochglück
Le Hochglück est une montagne qui s’élève à 2 573 m d’altitude dans les Karwendel, en Autriche.